# Lipoate-protéine ligase
Une lipoate-protéine ligase est une ligase qui catalyse la réaction :
ATP + (R)-lipoate + L-lysine–protéine  {\displaystyle \rightleftharpoons }  N6-(lipoyl)lysine–protéine + AMP + pyrophosphate (réaction globale) :
- ATP + (R)-lipoate  {\displaystyle \rightleftharpoons }  lipoyl–AMP + pyrophosphate ;
- lipoyl–AMP + L-lysine–protéine  {\displaystyle \rightleftharpoons }  N6-(lipoyl)lysine–protéine + AMP.

Cette enzyme utilise le cation de magnésium Mg2+ comme cofacteur. Elle intervient dans la voie de sauvetage de l'acide lipoïque en permettant la lipoylation de certaines enzymes en présence d'acide lipoïque libre. 